# ジャック・フィリップス (通信士)

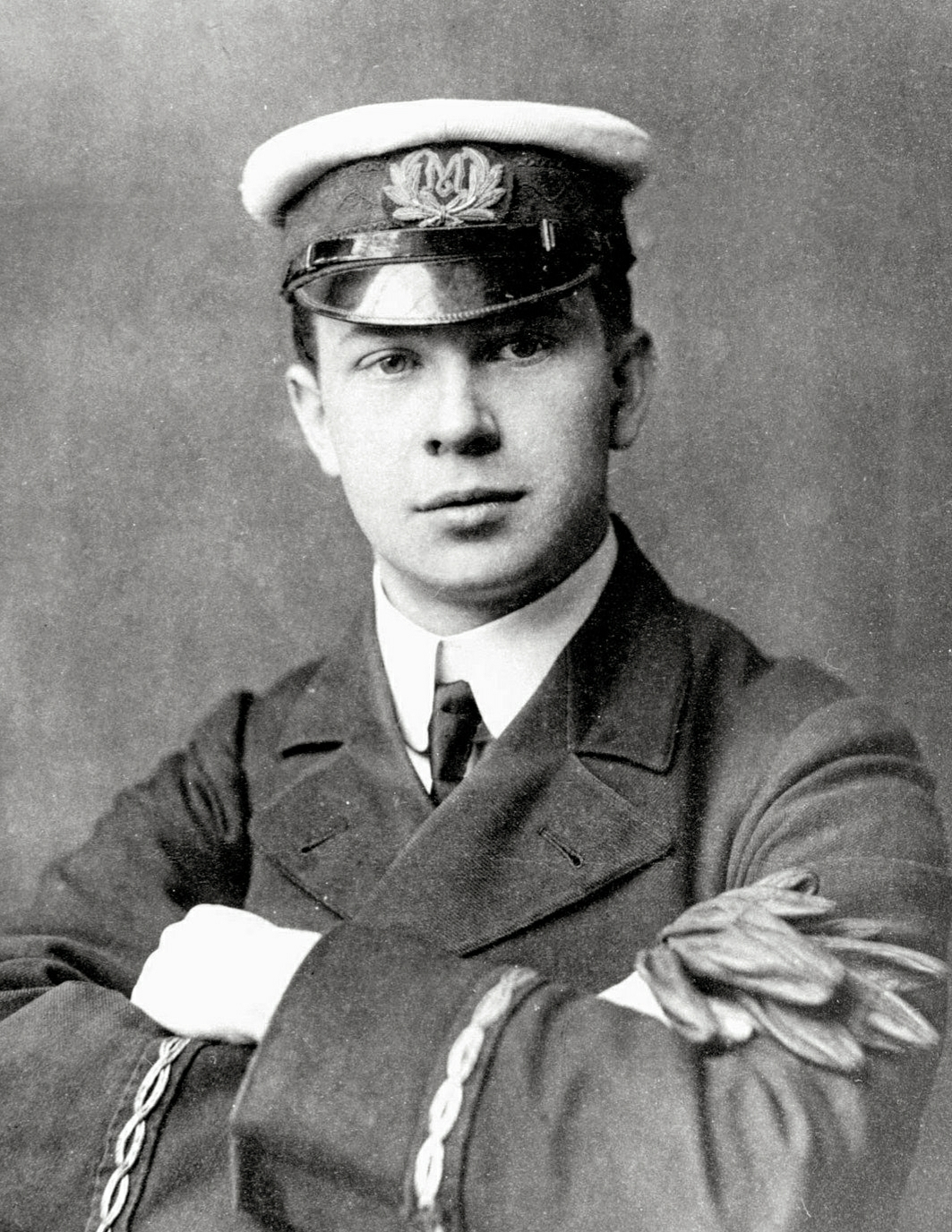
ジャック・フィリップス

ジョン・ジョージ・"ジャック"・フィリップス（英語: John George "Jack" Phillips、1887年4月11日 - 1912年4月15日）は、イギリスの通信士。客船タイタニック号の上級無線通信士を務めていた。同船の沈没事故の際に最後の瞬間まで救援信号を送り続けたが、沈没事故で落命した。タイタニックを所有していた海運企業ホワイト・スター・ラインの社員ではなく、無線会社マルコーニ社の社員であり、派遣されてタイタニックで勤務していた。

## 生涯

### タイタニック乗船までの経歴
1887年4月11日、イングランド・サリー州・ゴダルミン・ファームコンベに商店店主ジョージ・アルフレッド・フィリップス(George Alfred Phillips)とその妻アン(Ann née Sanders)の息子として生まれる。
15歳の時の1902年に学校教育を終え、郵便局に勤務して通信士としての訓練を受けた。1906年3月までゴダルミンの郵便局に勤務していたが、その後リヴァプールにあるシーフォース・バラックのマルコーニ社の無線通信士学校で訓練を受け、同年8月に首席で卒業した。
当時の客船の無線通信士は海運企業の所属ではなく、無線企業から派遣された者たちだった。フィリップスも無線通信学校卒業後、マルコーニ社所属の通信士としてホワイト・スター・ライン社のテュートニック号に派遣され、ついでキュナード・ライン社のルシタニア号やモーリタニア号に派遣された。1908年までこうした客船勤務をした後、アイルランド・クリフデンにあるマルコーニ社の送信局に配属され、3年間勤務した。
1911年終わりまでには客船勤務に戻り、ホワイト・スター・ラインのアドリアティック号、ついでオーシャンティック号に勤務した。
1912年3月にイギリスに戻った際、4月10日にサウサンプトン港から処女航海に出る予定のタイタニック号の上級無線通信士に任じられた。

### 他船からの氷山警告
フィリップスの職場であるタイタニック号の無線室はボートデッキの航海士用船室の背後にあった。アシスタントとして下級無線通信士ハロルド・ブライドがおり、彼もマルコーニ社の社員だった。2人は12時間交代で任務にあたった。乗客の家族や友人への通信文の仕事が多かったため、未処理の仕事は常時山積みであり、それに時間と気をとられて安全な航海のための通信が妨げられることもあった。当時は船長宛の通信以外は処理手順が定められていなかった事情もあった。
1912年4月14日の他船からの氷山警告もタイタニック内ではぞんざいに扱われていた。同日午前9時頃、キュナードの定期船カロニア号から「北緯42度、西経49度から51度に氷山、小氷山、氷原あり」との警告電文を受けとったフィリップスは、ブライドを使ってブリッジに運ばせ、四等航海士ジョセフ・ボックスホールが海図上にその位置を記入して通信文を上級航海士室へ送っている。ついで正午20分前にオランダの定期船ノールダム号から同じ内容の電文が入った。さらに午後1時42分にはバルティック号からも同様の電文があり、この電文はスミス船長に直接届けられたが、それを社長のイズメイに見せたところ、イズメイはポケットに突っ込んでしまった。バルティック号の電文から数分後、ドイツのアメリカ号から「北緯41.27度、西経50.8度の海域で二つの大きな氷山の横を通り過ぎた」旨の電文があった（アメリカの水路局宛ての物だったが、アメリカ号の通信状態は良くなかったのでタイタニック号に水路局へ転送してくれるよう依頼したもの）。フィリップスはタイタニック号用にコピーを取ってから転送している。しかしこれらの通信文からの情報は無線室とブリッジの間で忘れ去られてしまい、事前に氷山の警告を受けていながら氷山を回避できないという事態に至ることになる。
午後3時頃、タイタニックの無線機が壊れ、フィリップスはその修理に4時間を費やすことになった。午後7時頃に無線が復旧し、午後7時30分にはレイランド・ライン社のカリフォルニアン号から氷山の位置を北緯42.3度、西経49.9度と知らせる警告電文があった。その時タイタニック号は氷山まで90キロメートルのところに迫っていた。
4月14日のフィリップスの仕事は非常にハードだったので、午後10時頃に相方のブライドは予定より2時間早い0時になったら仕事を代わると申し出てくれた。それでもまだ勤務が1時間以上残っていたのでフィリップスは通信文をニューファンドランド島のレース岬の中継所に送信し続けた。午後11時頃、カリフォルニアン号から「氷に囲まれて停船した」という通信を受けたが、近くにいたカリフォルニアン号からのメッセージ音は大きく、フィリップスの耳がつぶれそうになった。怒ったフィリップスは「黙れ、黙れ!俺はレース岬との交信中で忙しいんだ!」という信号を返した。カリフォルニアン号の通信士はこれに気分を害したのか、それ以降何も送らなくなった。フィリップスは気を取り直して友人でもあるレース岬通信士ウィリアム・グレイに通信を中断した非礼を詫びる通信を送ってレース岬との通信を再開した。

### 氷山衝突後の救援信号
午後11時40分にタイタニックが氷山に衝突したが、その時無線室にいたフィリップスとブライドは全く気付かなかった。4月15日に入った午前0時5分頃にスミス船長が無線室へ入ってきた。無線室ではちょうどフィリップスとブライドが勤務交代しようとしているところだった。スミス船長は「船が氷山に衝突した。現在被害状況を点検させている。君たちは救援を求める通信を準備してくれ。だが私が指示するまでは送信するな」と指示して出ていった。緊急事態と悟ったフィリップスはブライドとともに仕事に戻った。数分後無線室に戻ってきたスミス船長は「救援を求めてくれ」と指示。フィリップスが規定通りの救援信号を送った方がいいか尋ねると船長は「そうだ。すぐだ!」と答え、ボックスホールが書いたタイタニックの現在位置を記した紙をフィリップスに渡した。フィリップスはすぐに「CQD(遭難時の国際的呼び出し記号)…CQD…MGY(タイタニックの呼び出し記号)…41.46N、50.14W(タイタニックの位置)…CQD…MGY」を叩いた。
最初に応答があったのは午前0時18分頃、北ドイツ・ロイド社のフランクフルト号からの物だったが、待機するというだけのそっけない応答だった。その数秒後カナディアン・パシフィック海運のマウント・テンプル号がタイタニックの方へ向けて進路を変えたという応答があった。その後、ロシアのビルマ号、アレン・ライン社のヴァージニアン号からも同様の応答があったが、いずれの船も近くにはいなかった。
午前0時25分、キュナード社のカルパチア号から通信があったが、CQDに気づいての応答ではなく「レース岬にタイタニック宛の通信がたまっていることを知っているか」と尋ねる内容だった。フィリップスはその質問には答えず「本船は氷山に衝突、緊急の救援を求める。CQD。位置は北緯41.46、西経50.14」と打電した。カルパチア号は「船長に告げるべきか」と尋ねてきたのでフィリップスは「すぐに頼む」と応答。その数分後にカルパチア号から58海里(107キロメートル)離れたところにいるが、全速でそちらへ向かうと応答があった。しかしその位置からでは到着まで4時間はかかり、それまでタイタニックは持たない状態だった。
0時34分にはフランクフルト号から自船の位置を知らせる通信があった。それは277キロメートル離れた位置だったが、フィリップスは救援に駆けつけてくれるよう打電した。その通信の途中に姉妹船のオリンピック号が割り込んできたが、500海里(926キロメートル)も離れた位置におり、駆け付けるのは不可能だった。フィリップスは待機してほしいと打電した。
ちょうどその時スミス船長が入ってきて他船の応答はあったか報告を求めた。フィリップスはカルパチア号についてのみ報告を行った。船長が「どの信号を送っている」と聞くとフィリップスは「CQDです」と答えた。その時ブライドが最近の国際会議で導入されたばかりの新しい遭難信号「SOS」も送ることも提案し、スミス船長の許可を得て、0時45分にフィリップスはSOS信号を送った（しばしば「世界初のSOS発信」ともされるが、これ以前に他船舶でも発信例があり事実ではない）。以降フィリップスは電力が尽きるまでCQDとSOSの信号を送信し続けた。
水平線上には灯が見えていた。スミス船長はこれを船に違いないと考え、カルパチア号より近くにいるこの船と連絡が付いたかを数分おきに無線室に尋ねに来た。その都度、フィリップスは船長から船の深刻な状況を告げられた。
1時25分頃、オリンピック号から「南下して本船と合流するか」との通信があったが、事態の深刻さを飲み込めていないことにイライラしたフィリップスは「女性客をボートに乗せている」と応答することで危機的状況を伝えようとした。その時フランクフルト号が「何事か説明を乞う。本船は10時間ほどの距離にいる」と割り込んできたが、フィリップスはこれに怒り心頭になり「大バカ者めが！何事かだと！」と怒鳴りながら「通信の邪魔だ。引っ込め」と打電した。
1時45分にフィリップスは再度カルパチア号に通信し、「できるだけ早く来てくれ。機関室のボイラーまで浸水している」と打電した。

### タイタニックの沈没

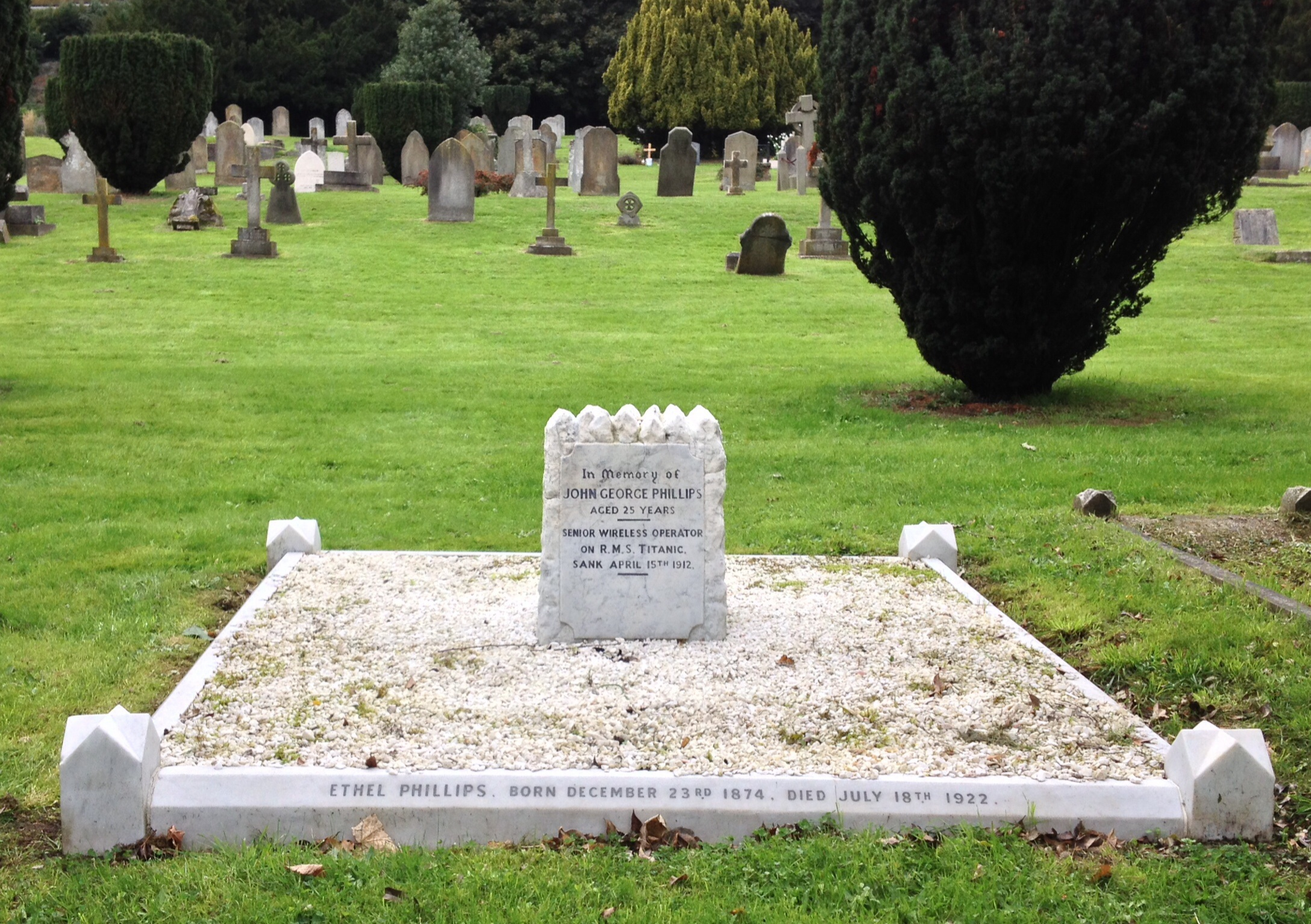
ジャック・フィリップスの墓

全ての救命ボートが船を出て、沈没が迫る午前2時5分、無線室ではいまだフィリップスがキーを叩いていた。そこへスミス船長が入ってきてフィリップスとブライドに「諸君は立派に職務を果たした。これ以上は無理だ。この部屋を出たまえ。これからは自分のために行動するのだ」と述べた。フィリップスは船長のその言葉を無視するようにモールス信号を打つ作業に戻ったが、船長は再び「わが身の心配をしなさい。君たちの職を解く。こういう時にはこうする物なのだ」と告げた。船長はそれだけ言うと無線室を後にして二度と戻らなかった。だがフィリップスは救難信号を打ち続けた。
電力が落ちてくる中、フィリップスはスパークを調整して何とか強くしようとした。午前2時10分頃にフィリップスが送った二つの「V」がヴァージニアン号に届いている。これがタイタニック号からの最後の通信となった。
その頃、汽缶夫が無線室に侵入してきてフィリップスの救命胴着を脱がせようとした。気づいたブライドが飛び掛かり、三つ巴の取っ組み合いになったが、ブライドが汽缶夫の腕を押さえつけたところをフィリップスが殴って汽缶夫を気絶させた。するとフィリップスは「とっとと出ようぜ」と言ってついに無線室を飛び出した。ブライドも後に続いた。
その後二人は分かれ、ブライドは船首の方へ、フィリップスは船尾の方へ逃れた。ブライドがフィリップスを見たのはこれが最期となった。
その後、フィリップスは死亡することになるのだが、フィリップスの死亡については証言に矛盾がある。一般にフィリップスはライトラーが指揮するひっくり返ったBボートで死亡したとされるが、これはライトラーの証言やブライドの証言に基づくものである。ブライドはカルパチア号に運び込まれた遺体の一つがフィリップスであったと証言している。しかしアーチボルド・グレーシー4世は「私たちが初めに他の救命ボートに移し、それからカルパチア号へ運んだ遺体がフィリップスの遺体であったという彼らの話は誤りである。というのも、その問題の遺体は後に述べるように乗組員の一人であったことをライトラーも私も知っているからである」と証言している。